# Resolució 997 del Consell de Seguretat de les Nacions Unides
La Resolució 997 del Consell de Seguretat de les Nacions Unides fou adoptada per unanimitat el 9 de juny de 1995. Després de reafirmar les resolucions sobre la situació a Ruanda, en particular, les resolucions 872 (1993) 912 (1994), 918 (1994), 925 (1994), 955 i 965, el Consell va prorrogar el mandat de la Missió de les Nacions Unides d'Assistència per a Ruanda (UNAMIR) fins al 8 de desembre de 1995 i va ajustar les seves operacions des del manteniment de la pau fins a la construcció de confiança.
La reconciliació nacional a Ruanda era important per al Consell. Es va informar que els membres de l'antic règim de Ruanda estaven augmentant les incursions al país i es va instara que la planificació militar i les mesures en aquest sentit es limitessin a prevenir que els nacionals ruandesos en altres països no s'ocupessin d'activitats destinades a desestabilitzar Ruanda. Calia més suport internacional per al procés de rehabilitació i reconciliació. Mentrestant, el secretari general Boutros Boutros-Ghali pretenia celebrar una conferència sobre afers relacionats amb el problema dels refugiats a la regió dels Grans Llacs d'Àfrica.
Després d'ampliar el mandat de la UNAMIR, la seva grandària es va reduir a 2.330 efectius en tres mesos i 1.800 en un termini de quatre mesos, tot i que es va mantenir el nombre d'observadors militars i personal de policia. El mandat d'UNAMIR's es va adaptar a:
(a) ajudar a aconseguir la reconciliació nacional;
(b) facilitar el retorn dels refugiats i les persones desplaçades;
(c) donar suport a l'assistència humanitària i desminatge;
(d) ajudar en la formació d'una força de policia nacional;
(e) protegir els organismes de les Nacions Unides, les organitzacions humanitàries i el Tribunal Penal Internacional per a Ruanda.
Es va instar als països veïns de Ruanda a tractar i prevenir factors que desestabilitzessin Ruanda, inclosa la transferència de material i armes a través del seu territori. Es va demanar al secretari general que consultés amb els països veïns sobre el desplegament d'observadors militars a les regions frontereres, inclosos els aeroports en l'est de Zaire, per controlar la transferència d'armes i material.
Finalment, es va instar a tots els països i donants a prestar assistència a Ruanda d'acord amb els seus compromisos i es va demanar al Secretari General que presentés informes sobre la situació humanitària al Consell entre el 9 d'agost de 1995 i el 9 d'octubre de 1995.